# إيلينا بيرتوكي
إيلينا بيرتوتشي (ولدت في 19 سبتمبر 1994) هي لاعبة غطس إيطالية تنافست في بطولة العالم للرياضات المائية 2015. تأهلت دورة الألعاب الأولمبية الصيفية 2020، تنافست في دورة الألعاب الأولمبية الصيفية 2024 حيث جاءت في المركز الرابع في حدث منصة القفز على ارتفاع 3 أمتار إلى جانب كيارا بيلاكاني.